# Бердянська округа
Бердя́нська окру́га — адміністративно-територіальна одиниця Катеринославської губернії Української СРР в 1923–1925 роках. Центр — місто Бердянськ.

## Історія
Створена 7 березня 1923 року з Бердянського і частин Велико-Токмацького і Гуляйпільського повітів Катеринославської губернії. До складу округи ввійшли 9 районів:
1. Берестівський
2. Ново-Павлівський
3. Ново-Спасівський
4. Ногайський
5. Петро-Павлівський
6. Пологський
7. Цареводарівський
8. Царе-Костянтинівський
9. Чернігівський

1923 року площа округи становила 670 822 дес. (7328,7 км²), населення — 364 609 осіб (найменша за чисельністю населення округа губернії).
11 червня 1924 року внесені зміни в адміністративний поділ округи: з Мелітопольської округи до Бердянської перечислено Велико-Токмацький район, створено Молочанський (Гольдштадський) район, затверджено нові межі Велико-Токмацького, Петро-Павлівського, Чернігівського районів.
10 грудня 1924 року внесені зміни в адміністративний поділ округи: Ново-Павлівський район перейменований на Андріївський із перенесенням райцентру.

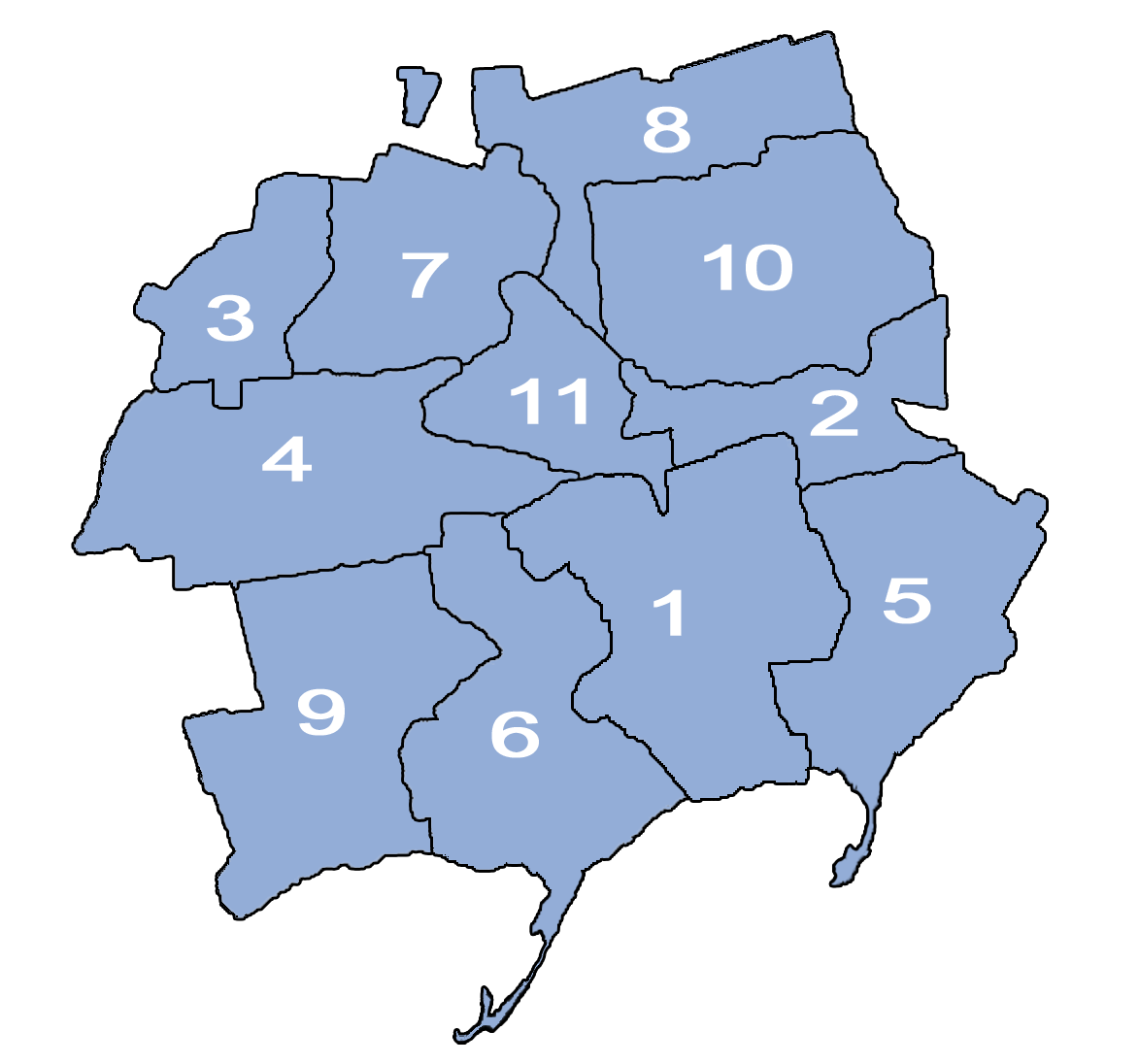
Райони Бердянської округи (1925).

Станом на 1 січня 1925 року Бердянська округа складалася з 11 районів, 124 сільських рад, 500 населених пунктів з територією 762 962 десятини і населенням 349 553 особи.
| № на карті | Район                  | Площа, дес. | Площа, км² | Населення (1.01.1925) | Центр              |
| ---------- | ---------------------- | ----------- | ---------- | --------------------- | ------------------ |
| 1          | Андріївський           | 95 374      | 1042       | 39 519                | Андріївка          |
| 2          | Берестовацький         | 51 770      | 565,6      | 31 915                | Берестове          |
| 3          | Велико-Токмацький      | 38 603      | 421,7      | 31 857                | Велика Токмачка    |
| 4          | Молочанський           | 94 055      | 1027,6     | 34 273                | Молочанськ         |
| 5          | Ново-Спаський          | 66 867      | 730,5      | 26 811                | Ново-Спасівка      |
| 6          | Ногайський             | 77 318      | 844,7      | 33 264                | Ногайськ           |
| 7          | Петропавлівський       | 54 281      | 593        | 25 473                | Петро-Павлівка     |
| 8          | Полозький              | 75 714      | 827,2      | 33 303                | Пологи             |
| 9          | Цареводарівський       | 81 226      | 887,4      | 32 547                | Цареводарівка      |
| 10         | Царе-Констянтинівський | 78 515      | 857,8      | 36 910                | Царе-Костянтинівка |
| 11         | Чернигівський          | 49 239      | 537,9      | 23 681                | Чернігівка         |
| Загалом    | Загалом                | 762 962     | 8335,4     | 349 553               | Бердянськ          |

Ліквідована 3 червня 1925 року.
При розформуванні округи її територія розподілена між сусідніми округами:
- до Запорізької округи Катеринославської губернії відійшов Полозький район, частина розформованого Петропавлівського і село Кінські Роздори Царе-Костянтинівського району;
- до Маріупольської округи Донецької губернії — Царе-Костянтинівський (без села Кінські Роздори), Берестовацький, Ново-Спаський (з перейменуванням на Бердянський) райони, місто Бердянськ, село Богородицьке Ногайського району і частина Андріївського району;
- до Мелітопольської округи Катеринославської губернії — Велико-Токмацький, Молочанський, Цареводарівський, Чернигівський, Ногайський (без села Богородицького) райони і частини Андріївського і Петропавлівського; з частин Андріївського, Ногайського і Цареводарівського створений новий Романовський район.

Карта Бердянської округи у складі Катеринославської губернії, 1923
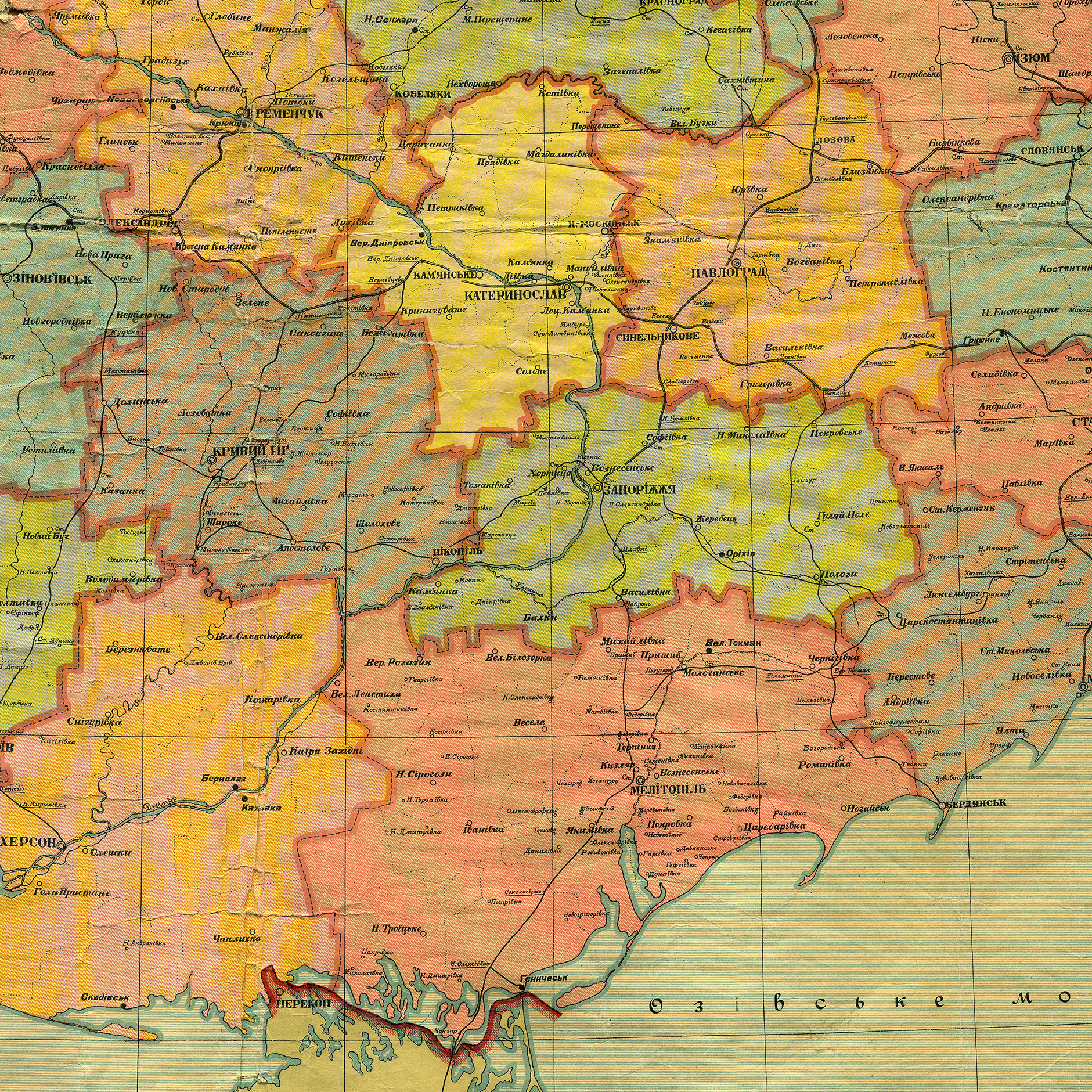
Карта колишньої Бердянської округи, адміністративні межі станом на 1 жовтня 1925
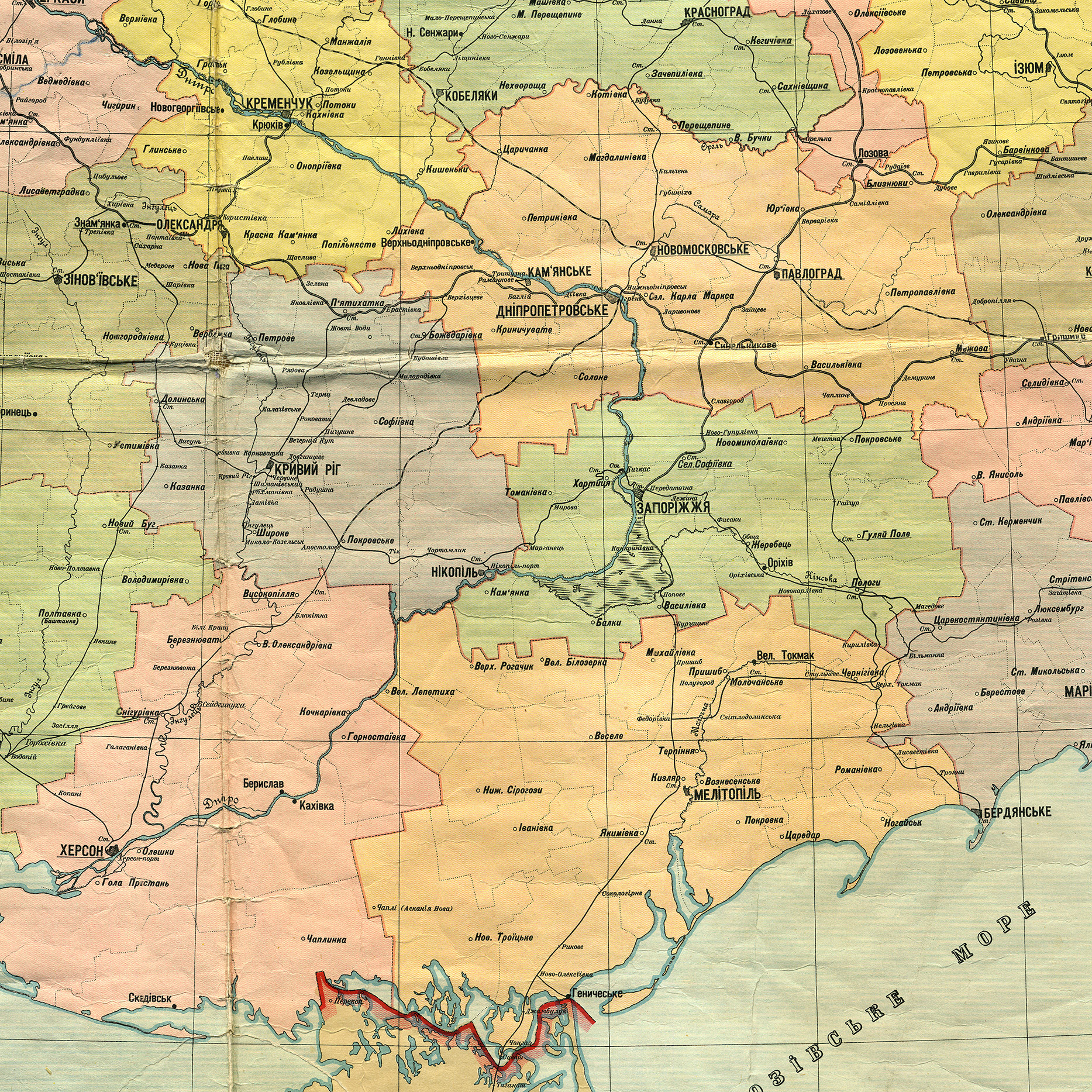
Карта колишньої Бердянської округи, адміністративний поділ від 1 березня 1927

## Керівники округи

### Відповідальні секретарі окружного комітетуКП(б)У
- Антонов (1923—.09.1923)
- Прокоф'єв І. С. (.09.1923—1923)
- Горбов (1923—1924)
- Пєтушков П. Г. (1924—1925)
- Кушнаренко Іван Ілліч (1925)

### Голови окружного виконавчого комітету
- Титов М. Ф. (1923—1925)